# Microsoft Store (retail)

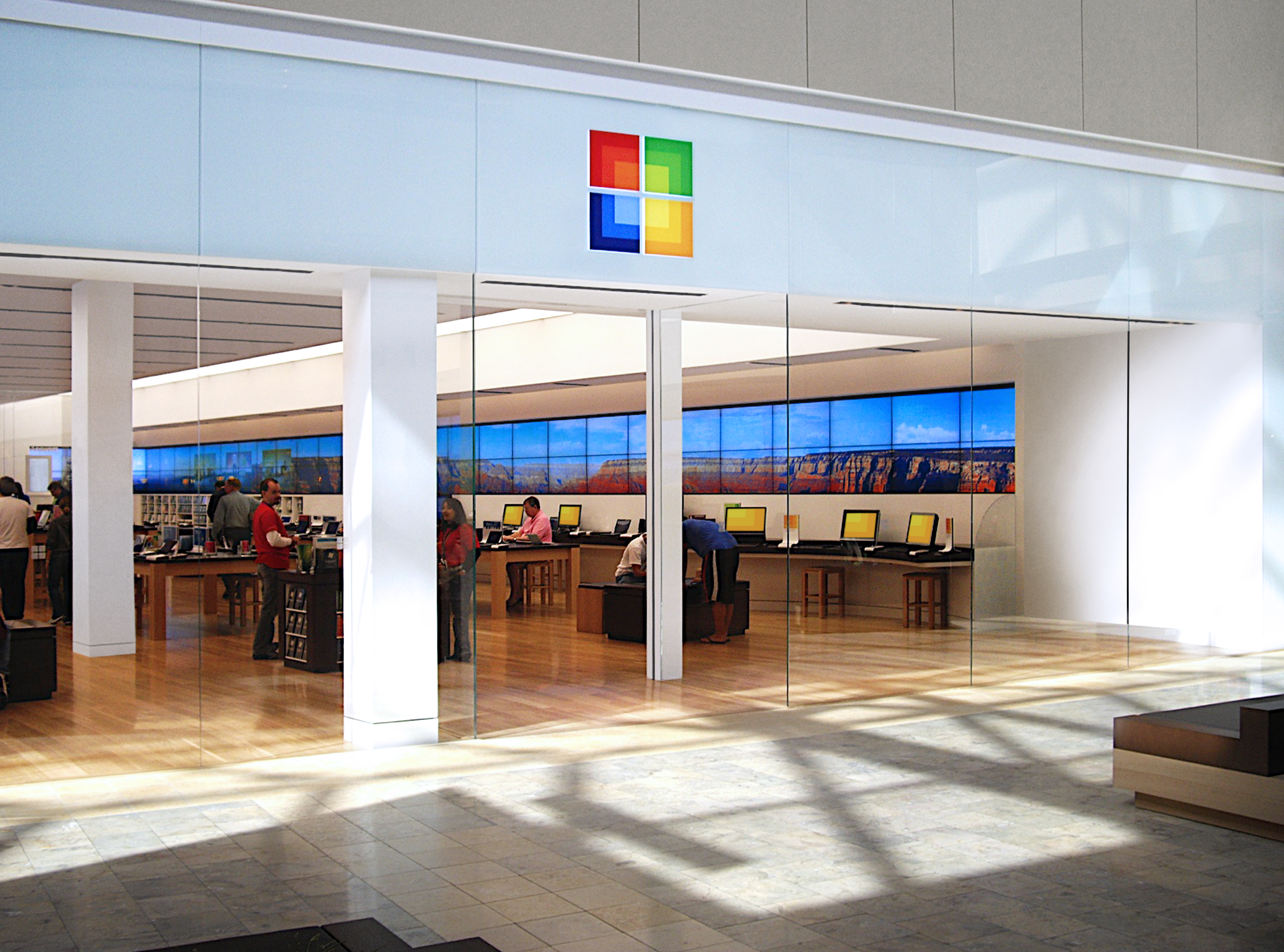
Un magazin Microsoft purtând logo-ul din 2009–2012

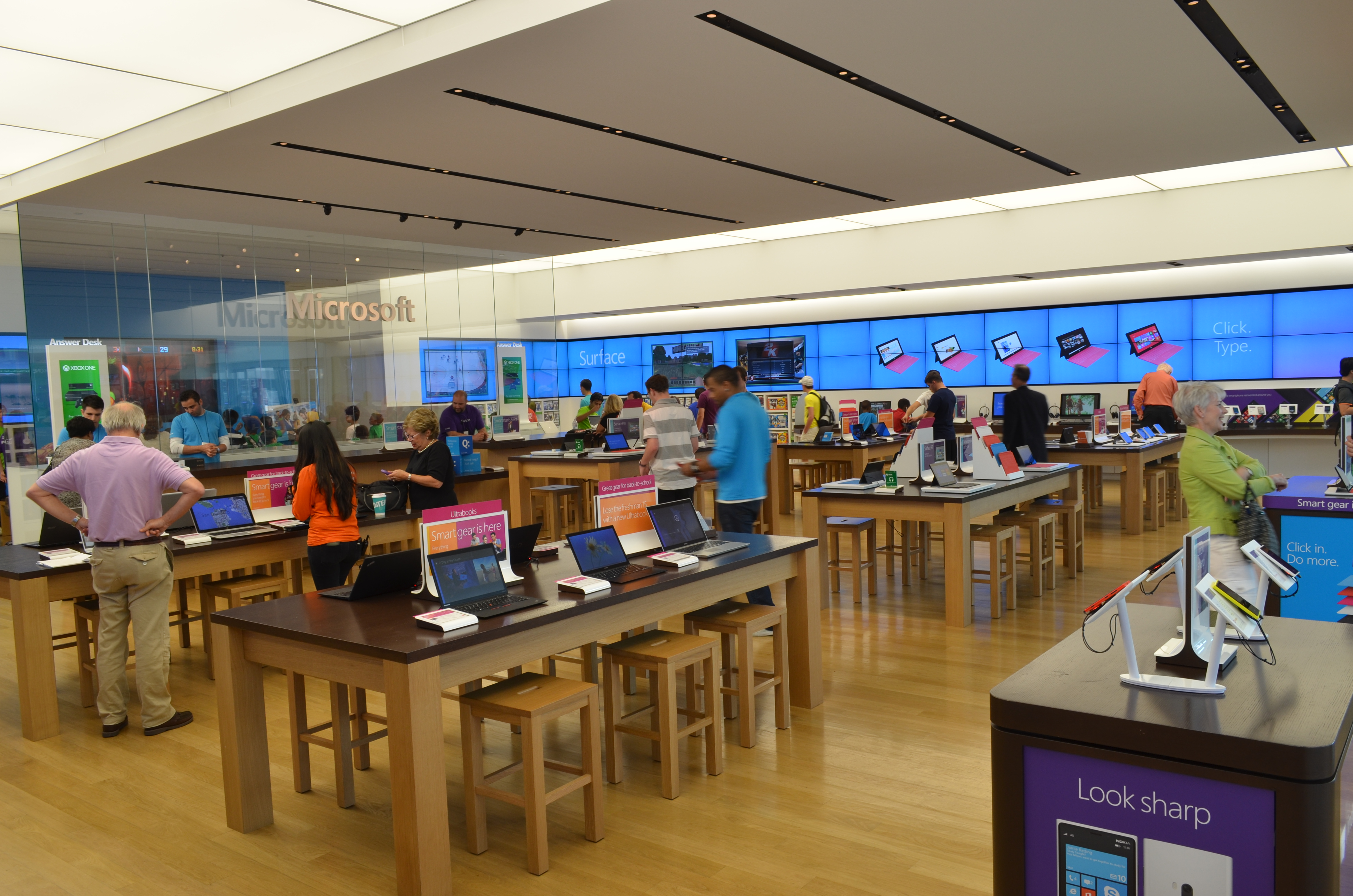
Magazinul Microsoft din Yorkdale, Toronto, primul magazin din afara SUA

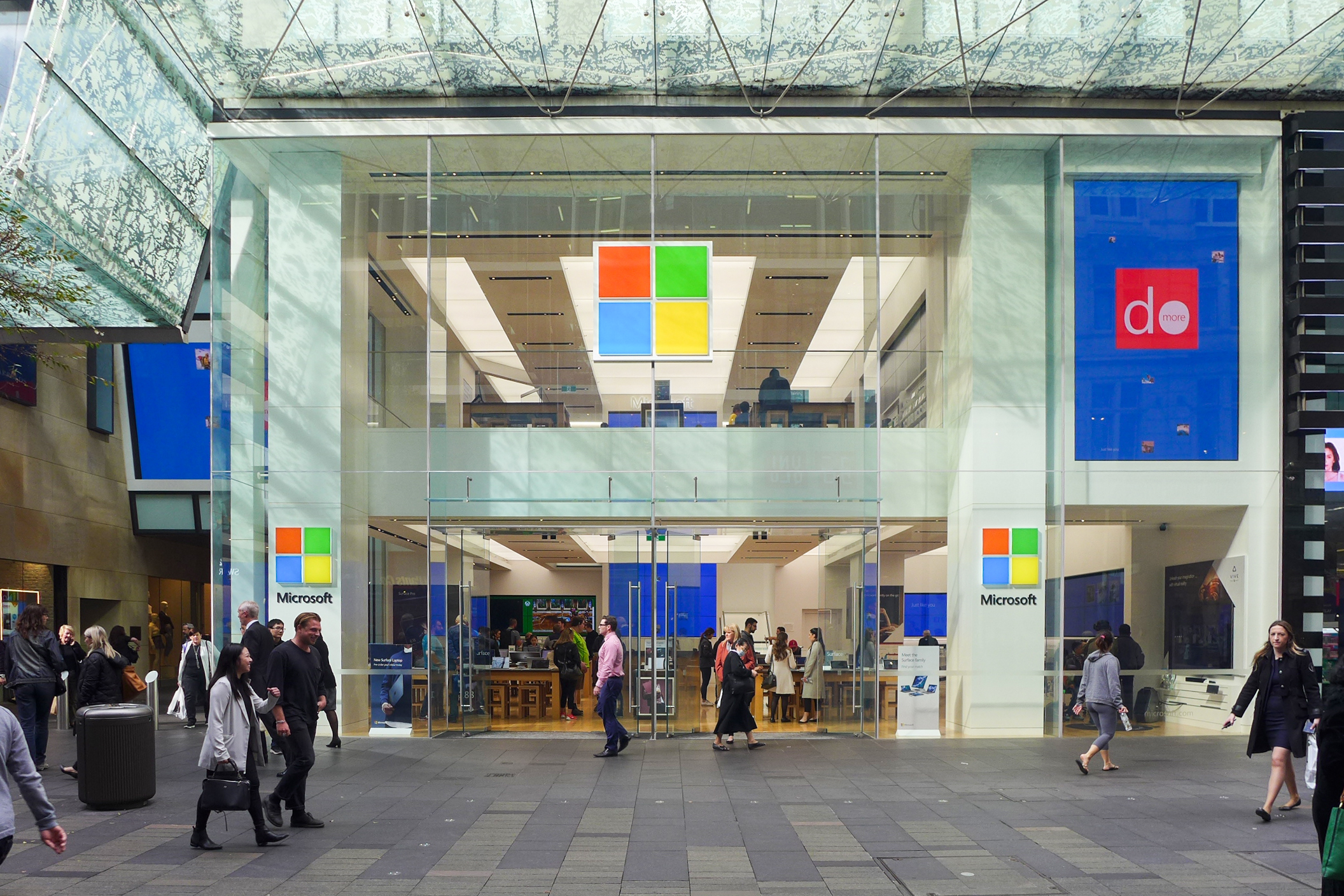
Magazinul Microsoft din Sydney

Microsoft Store a fost un lanț de magazine fizice, și este un site de cumpărături  deținut și operat de Microsoft, făcând târg în computere, software pentru computere și electrocasnice.
Microsoft Store oferea PC-uri și Tablete de semnătură ca Microsoft Surface, plus produse de la alte firme, precum Acer, Del, HP, Lenovo și VAIO, fără demo-uri sau trialware (software pre-instalat de la altă firmă care expiră după o perioadă de timp). Oferea, de asemenea, Windows (majoritatea versiunilor de retail) și console de joc, jocuri Xbox-One și servicii incluzând diagnostice Xbox pe site (on-site).
Biroul de răspunsuri ajuta cu răspunderea la întrebări despre Microsoft Office, Windows și alte produse Microsoft. Magazinele ofereau și sesiuni de învățare pentru programări individuale.
Primele două magazine Microsoft s-au deschis la o săptămână de lansarea Windows 7, în Scottsdale, Arizona  și Mission Viejo, California.. Alte magazine s-au deschis în California, Colorado, Florida, Georgia, Illinois, Minnesota, Missouri, Texas, Virginia, și Washington. La Conferința Dezvoltatorilor Profesionali (Professional Developers Conference), Microsoft a anunțat că intenționează să deschidă 75 de magazine noi în următorii trei ani.
Primul magazin în afara SUA (și primul din cele opt magazine din Canada) s-a deschis în Toronto pe 16 Noiembrie 2012, iar primul magazin din afara Americii de Nord (și primul magazin în Asia Pacific și al doilea magazin principal). În Septembrie, 2017, compania a anunțat un magazin pe Strada Regent, Londra, Anglia s-a deschis în Sydney, Australia pe 12 Noiembrie 2015.
Pe 26 Iunie 2020, Microsoft a anunțat că, odată ce restricțiile pandemiei de Covid-19 se vor ridica, va închide toate magazinele fizice și va trece pe un model doar digital. Patru magazine, din New York City, Sydney, Londra și Redmond vor fi transformate în Centre de Experiență Microsoft (Microsoft Experience Center).

## Istorie
Primul magazin de retail Microsoft a fost în Metreon, San Francisco. A fost deținut și operat de Sony Retail Entertaiment și a funcționat între 1999 și 2001.
În 2009, Microsoft a construit un „Centru de Experiență Retail” („Retail Experience Center”) în sediile lor globale, din Redmond, Washingtonși a anunțat planuri de a construi propriile magazine de retail. Pe 22 Octombrie 2009, aceeași zi cu lansarea Windows 7, Microsoft a deschis un magazin în Scottsdale, Arizona. O săptămână mai târziu, Microsoft a deschis alt mgazin în Mission Viejo, Califonia. Alte 5 magazine au fost deschise în 2010. Al nouălea magazin s-a deschis în Atlanta în Mai 2011, cu încă două deschideri planificate în Huston și Los Angeles până la sfârșitul lui Iunie
Majoritatea magazinelor au fost închise în Martie 2020 din cauza pandemiei de Covid-19.
Pe 31 Ianuarie 2025, Centrul de Experiență principal din Londra a fost închis.

## Experința de shopping (cumpărare)
Microsoft Store a fost similar cu popularul concept Apple Store, care a fost pe larg un succes. Conceptul țintește să ofere un nivel mai mare de satisfacere a clientului prin nu numai având personal de vânzare, ci și angajând „Sfătuitori technici” („Technical Advisers”) (similar cu „ Geniuses” (geniile) Apple), pentru a asista consumarorii cu întrebările și problemele technice.

## Locațiile magazinelor

Hartă a magazinelor în SUA (până în 2020)

Au fost Magazine Microsoft store în toată SUA, șapte în Canada, unul în Sydeny, Australia și unul în Londra, Anglia, dintre care unele au fost covertite în Centre de Expeiență.

## Alte formate

### Microsoft Speciality Stores (Magazinele de Specialitate Microsoft
În Mai 2013, Microsoft a început să lanseze locații sub formă de chioșcuri în mall-uri, cuoscute ca Microsoft Specialty Stores (Magazine de Specialitate Microsoft), extinzându-se spre magazinele temporare concentrate pe Surface, începute în timpul lansării Windows 8. Ele ofereau mai multe produse, cu o concentrare particulară spre liniile de produs Surface și Windows Phone.
În Iunie 2019, Microsoft a închis toate Magazinele de Specialitate.

### Best Buy Windows Stores (Magazinele Windows Best Buy)
Pe 13 Iunie 2013, Microsoft a anunțat un parteneriat cu lanțul de magazine Best Buy să înlocuiască departamentul lor Best Buy's PC (PC-urile lui Best Buy) cu The Windows Store (Magazinul Windows) (nu are nici o legătură cu platforma de distribuție digitală, transformată în Microsoft Store), având 600 de locații în Statele Unite și Canada, de la Septembrie 2013. Magazinul într-un magazin avea produse Windows, produse hardware și software Microsoft (incluzâd linile Office, Surface și Xbox). Departamentele pentru alți producători rămân separate de secțiunile Windows Store. Best Buy a și promis că va adăuga 1200 de parteneri de vânzări antrenați de Microsoft pentru a face rost de mai multe accesorii pentru produse Microsoft ca dispozitivele Windows Phone.